# إرغولويد
ميسيلات الإرغولويد (بالإنجليزية: Ergoloid mesylates)‏ أو ثنائي هيدروإرغوتوكسين ميسيلات (بالإنجليزية: dihydroergotoxine mesylate)‏ هو عبارة عن خليط من أملاح ميثان سلفونات لثلاثة قلويدات إرغوت هيدروجينية (ثنائي هيدروأرغوكريستين، ثنائي هيدرويركورنين، وألفايدروجين ، وبيتا هيدروجين).
تم تطويره من قبل ألبرت هوفمان (مكتشف عقار ثنائي إيثيل أميد حمض الليسرجيك) لساندوز (الآن جزء من نوفارتس).

## الاستخدامات الطبية
لقد تم استخدامه لعلاج الخرف والضعف الإدراكي المرتبط بالعمر (مثل مرض الزهايمر)، وكذلك للمساعدة في التعافي بعد السكتة الدماغية.
وجدت مراجعة منهجية نُشرت في عام 1994 أدلة قليلة تدعم استخدام ميسيلات الإرغولويد، وخلصت فقط إلى أن الجرعات الفعالة المحتملة قد تكون أعلى من تلك المعتمدة حاليًا في علاج الخرف.
أقراص ميسيلات الإرغولويد للاستخدام تحت اللسان تحتوي على 1 مجم من ميسيلات الإرغولويد، خليط من ملح ميثان سلفونات للقلويدات المهدرجة التالية: ديهيدرويرغوكورنين ميسيلات 0.333 مج، ديهيدروإرغوكريستين ميسيلات 0.333 مج، ديهيدروإرغوكريبتين ميسيلات 0.333 مج.
تم استخدامه لعلاج فرط برولاكتين الدم.
استخدام قلويدات إرغولويد للخرف كان محاطًا بالشكوك. في عام 2000، خلصت مراجعة كوكرين المنهجية إلى أن الهايدرجين جيد التحمل وأظهر تأثيرات علاجية مهمة عند تقييمه إما من خلال التصنيفات العالمية أو مقاييس التصنيف الشاملة. ومع ذلك، فإن العدد القليل من التجارب المتاحة للتحليل حد من القدرة على إظهار تأثيرات معتدلة ذات دلالة إحصائية في مجموعات فرعية معينة (مثل سن أصغر، جرعة أعلى، مرض الزهايمر).

## موانع الاستخدام
يُمنع استخدام مادة إرغوليد عند الأشخاص الذين سبق أن أظهروا فرط الحساسية للدواء. كما أنها لا تستخدم في المرضى الذين يعانون من الذهان، الحاد أو المزمن، بغض النظر عن المسببات. التفاعلات الدوائية المحددة غير معروفة ولكن تم الادعاء بوجود تفاعلات متعددة محتملة.

## الآثار جانبية
الآثار السلبية ضئيلة. الأكثر شيوعًا يشمل الغثيان العابر الذي يعتمد على الجرعة واضطرابات الجهاز الهضمي، والتهيج تحت اللسان باستخدام أقراص تحت اللسان. تشمل الآثار الجانبية الشائعة الأخرى:
- القلب والأوعية الدموية: انخفاض ضغط الدم الانتصابي، بطء القلب
- الأمراض الجلدية: طفح جلدي، احمرار
- بصري: عدم وضوح الرؤية
- الجهاز التنفسي: احتقان الأنف

- خطر محتمل للإصابة بالتليف والتسمم الأرغوني[9]

نتيجة للآثار المذكورة أخيرًا، لم يعد استخدام مشتقات الإرغولين لعلاج اضطرابات الدورة الدموية ومشاكل الذاكرة ومشاكل الإحساس وعلاج الصداع النصفي مسموحًا به في بعض دول الاتحاد الأوروبي لأنه يعتقد أن المخاطر تفوق أي فوائد. ومع ذلك ، فإن هذا القلق قد يؤدي إلى قمع غير ضروري لاستخدام أدوية الإرغولين.